# 서예원
서예원(徐禮元, 1548년~1593년 6월 29일)은 조선 중기의 무신으로, 본관은 이천(利川), 자는 숙부(肅夫)이다. 서인원(徐仁元)의 동생이다.

## 생애
1572년(선조 5) 무과에 급제했으며, 1585년 선조 18년 회령의 보을하진첨절제사(甫乙下鎭僉節制使)로 정탐의 임무를 띠고 두만강을 건너 오랑캐 땅에 깊이 들어갔으나, 80여명의 부하를 모두 잃고 패주한 죄로 종성(鐘城)에 수감되었다.
80명의 부하를 잃고 혼자서 살아오자 조헌은 서예원이 장수의 첩을 간음하여 무인들로부터 개돼지 취급을 받았고, 이로 인해 여러 해 동안 과거 응시를 정지당하여 그의 형 서인원이 수습하여 합의한 경력을 들어 심하게 탄핵하는 상소문을 올린다.
그 뒤 석방되어 김해부사로 있을 때 1592년 4월 14일 임진왜란이 일어나 성을 수비하던 중 적이 보리를 베어다가 성의 높이와 같게 쌓고 쳐들어오자 패주하였다.
그 뒤 의병장 김면(金沔)과 협력하여 지례의 왜적을 격퇴하고, 제1차 진주성 전투에서 목사 김시민(金時敏)을 도와 왜적과 항전하여 큰 공을 세운다.

## 최후
1592년 김시민이 왜병에게 암살당하자 경상우도병마절도사 겸 순찰사 김성일(金誠一)에게 발탁되어 진주목사가 되었다. 서예원은 서인원으로 인해 특별히 발탁되어 변방(진주)의 수장이 되었다.
1593년 6월 28일 황진이 교전 중에 이마에 탄환을 맞고 죽자 다음날 서예원이 그를 대신하여 무리를 이끌었다. 최경회(崔慶會)가 서예원을 군사들의 사기를 떨어뜨렸다고 하여 참하려고 하다가 그만두고는 장윤(張潤)에게 대신 맡겼다. 장윤은 명망이 황진 다음가는 인물이었는데, 그도 탄환을 맞아 죽었으므로 이종인 혼자서 동서로 뛰어다니며 적을 상대했다.
이날 진주성이 끝내 함락되자 서예원은 달아나 숨었으나, 적에게 살해당했다. 그의 처 이씨와 맏며느리 노씨, 시집가지 않은 딸 모두 남강에서 투신했다.

## 사후
서예원의 수급은 일본에 있는 도요토미 히데요시에게 보내졌는데, 그는 서예원의 수급을 김시민의 수급으로 오인했다고 한다.
선무원종1등공신(宣武原從功臣)에 책록되고 병조참의(兵曹參議)에 추증되었으며, 고종 때 진주의 창렬사(彰烈祠)에 제향되었다.

## 가족 관계[7]
- 조부 : 서관(徐瓘)
  - 부친 : 서형(徐詗)
- 외조부 : 밀양 박씨 박의령(朴義齡)
- 외조모 : 윤수천(尹壽泉)의 딸 파평 윤씨
  - 모친 : 박유경(朴有敬, 1512 ~ ?)[8]
    - 누나 : 서태임(徐太任, 1531 ~ ?)
    - 큰형 : 서선원(徐善元, 1537 ~ ?)
    - 작은형 : 서인원(徐仁元, 1544 ~ 1604)
    - 여동생 : 서계임(徐季任, 1550 ~ ?)
    - 부인 : 이겸(李謙)의 3녀 전주 이씨[9]

## 같이 보기
- 제2차 진주성 전투
- 창열사
- 육절려 - 강원도 유형문화재 제65호